# Unterseeboot 45 (1938)
Pour les articles homonymes, voir Unterseeboot 45.
L'Unterseeboot 45 ou U-45 est un sous-marin allemand (U-Boot) de type VII.B construit pour la Kriegsmarine pendant la Seconde Guerre mondiale.

## Construction
L' U-45 est issu du programme 1937-1938 pour une nouvelle classe de sous-marins océaniques. Il est de type VII B construits entre 1936 et 1940. Construit dans les chantiers de Friedrich Krupp Germaniawerft AG à Kiel, la quille du U-45 est posée le 23 février 1937 et il est lancé le 27 avril 1938. L'U-45 entre en service seulement deux mois plus tard.

## Historique
Mis en service le 25 juin 1938, l'U-45 sert initialement de 1938 à 1939 au sein de la Unterseebootsflottille "Wegener".
Il réalise sa première patrouille, quittant le port de Kiel, le 19 août 1939, sous les ordres du Kapitänleutnant Alexander Gelhaar pour une surveillance à l'ouest-sud-ouest de l'Irlande. Le 7 septembre 1939, il est rappelé à sa base, comme plusieurs autres U-Boote, afin de préparer les opérations en Atlantique. Après vingt-huit jours en mer, il rejoint Kiel le 15 septembre 1939.
Au cours de sa deuxième patrouille, ayant quitté Kiel le 9 octobre 1939, l'U-45 part dans l'Atlantique pour un entrainement en groupe (ou en meute) avec l'U-37, l'U-42, l'U-46 et l'U-48. Les U-Boote se rejoignent au sud-ouest de l'Irlande. Après dix jours en mer, le 14 octobre 1939, l'U-45 attaque le convoi KJF-3 et coule deux navires marchands. Il est localisé, puis coulé à son tour à la position géographique de 50° 58′ N, 12° 57′ O, par des charges de profondeur lancées par les destroyers de l'escorte du convoi: les HMS Inglefield, HMS Ivanhoe, HMS Intrepid et HMS Icarus.
Les 38 membres d'équipage meurent dans cette attaque.

## Affectations
- Unterseebootsflottille "Wegener" du 25 juin 1938 au 31 août 1939 à Kiel (service active)
- 7. Unterseebootsflottille du 1er septembre au 14 octobre 1939 à Kiel (service active)

## Commandements
- Kapitänleutnant Alexander Gelhaar du 25 juin 1938 au 14 octobre 1939

## Patrouilles
|       | Commandant               | Départ         | Départ | Arrivée           | Arrivée | Jours    | Succès   |
| ----- | ------------------------ | -------------- | ------ | ----------------- | ------- | -------- | -------- |
| 1     | Kptlt. Alexander Gelhaar | 19 août 1939   | Kiel   | 15 septembre 1939 | Kiel    | 28 jours |          |
| 2     | Kptlt. Alexander Gelhaar | 9 octobre 1939 | Kiel   | 14 octobre 1939   | Coulé   | 6 jours  | 19 313   |
| Total | Total                    | Total          | Total  | Total             | Total   | 34 jours | 19 313 t |

Note : Kptlt. = Kapitänleutnant

## Navires coulés
L'Unterseeboot 45 a coulé 2 navires marchands ennemis pour un total de 19 313 tonneaux au cours des 2 patrouilles (34 jours en mer) qu'il effectua.
| Navires coulés par le U-45 |          |             |               |       |
| Date                       | Nom      | Nationalité | Tonnage (GRT) | Fait  |
| 14 octobre 1939            | Lochavon | Royaume-Uni | 9 205         | Coulé |
| 14 octobre 1939            | Bretagne | France      | 10 108        | Coulé |

### Sources
- (en) Cet article est partiellement ou en totalité issu de l’article de Wikipédia en anglais intitulé « German submarine U-45 (1938) » (voir la liste des auteurs).